# پونتیاک استارچیف
پونتیاک استارچیف (Pontiac Star Chief) خودرویی است که توسط شرکت پونتیاک متعلق به جنرال موتورز آمریکا در سال‌های ۱۹۵۴ تا ۱۹۶۶ تولید شده‌است.
این خودرو در کلاس خودرو سایز بزرگ قرار گرفته، طراحی آن خودروهای موتور جلو-محور عقب بوده است. 